# Tina Turns the Country On!
Tina Turns the Country On! è il primo album in studio da solista della cantante statunitense Tina Turner, pubblicato nel 1974 pubblicato per l'etichetta United Artists. 

## Descrizione
Questo album di musica country ha rappresentato un tentativo da parte di Ike Turner di trovare un pubblico più vasto per Tina. L'album è stato registrato al Bolic Sound di Inglewood, con l'ausilio del produttore Tom Thacker, nel periodo in cui la Turner si esibiva ancora con Ike Turner.
L'album contiene diverse cover di brani country precedentemente incisi da artisti quali Kris Kristofferson, Bob Dylan, Olivia Newton-John, James Taylor e Dolly Parton, ma nonostante una nomination come Best R&B Vocal Performance ai Grammy Award del 1974, fu un insuccesso commerciale e non entrò in alcuna classifica musicale. 
L'album non è mai stato ristampato, ne su CD ma nel novembre 2023 è stato reso disponibile in versione digitale o streaming.

## Tracce
Lato A
1. Bayou Song – 3:22 (P.J. Morse)
2. Help Me Make It Through the Night – 2:48 (Kris Kristofferson)
3. Tonight I'll Be Staying Here with You – 2:58 (Bob Dylan)
4. If You Love Me (Let Me Know) – 3:00 (John Rostill)
5. He Belongs to Me – 3:59 (Bob Dylan)

Lato B
1. Don't Talk Now – 2:58 (James Taylor)
2. Long Long Time – 4:42 (Gary White)
3. I'm Moving On – 2:37 (Hank Snow)
4. There'll Always Be Music – 4:10 (Dolly Parton)
5. The Love That Lights Our Way – 3:15 (Fred Karlin)